# 弯曲耳蛛
弯曲耳蛛（学名：Arcuphantes curvatus）为皿蛛科耳蛛属的动物。在中国大陆，分布于四川等地。该物种的模式产地在四川。